# 모스테이루스

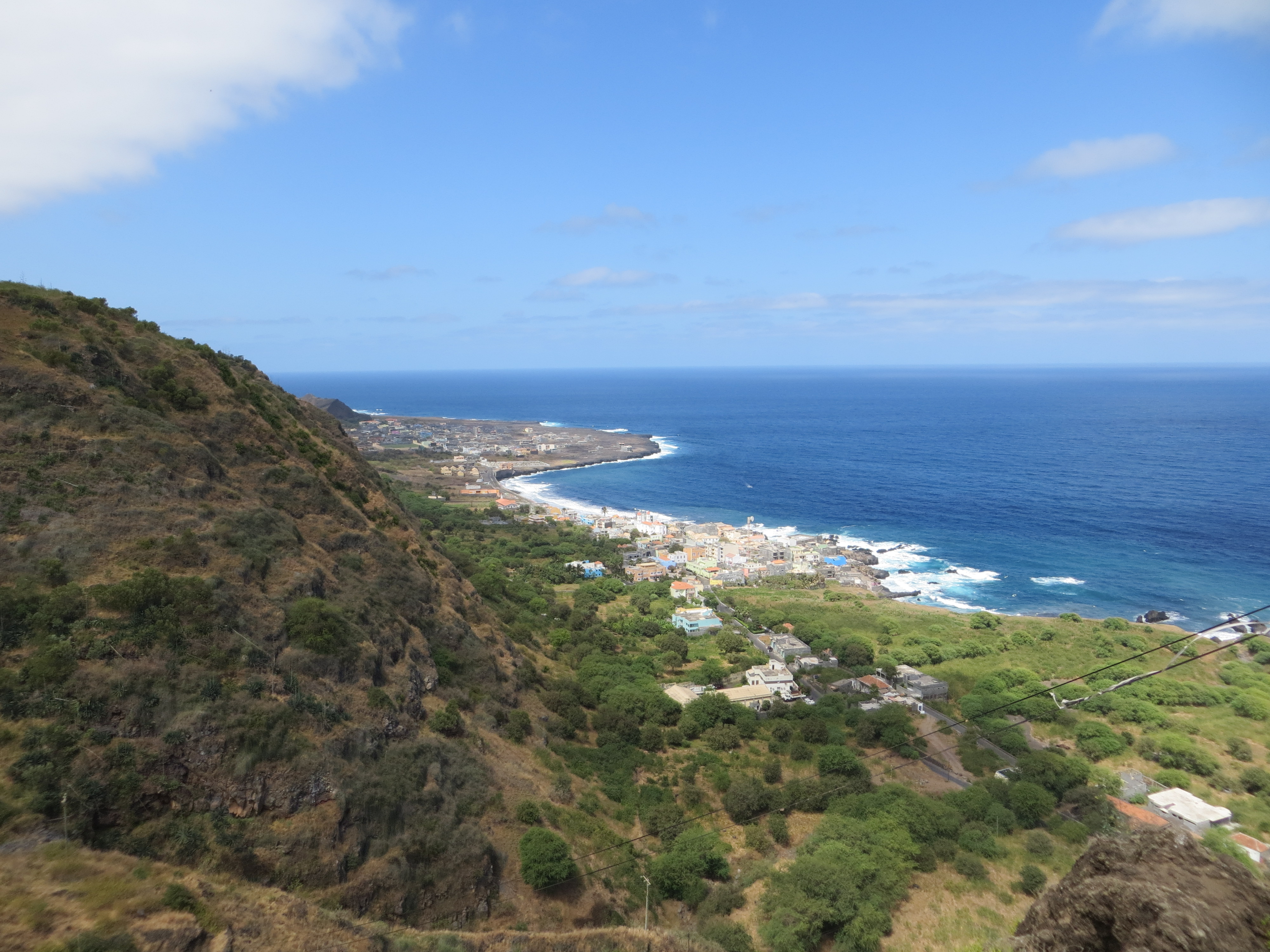
모스테이루스

모스테이루스(포르투갈어: Mosteiros)는 카보베르데 포구섬 북동부 연안에 위치한 도시로 인구는 4,124명(2010년 기준)이다. 행정 구역상으로는 모스테이루스시에 속한다. 도시 이름은 포르투갈어로 "수도원"을 뜻한다. 상필리프에서 북동쪽으로 24km 정도 떨어진 곳에 위치한다. 도시 남서부는 숲에 둘러싸여 있다.